# Biskupi Fort-de-France
Biskupi Fort-de-France - lista biskupów pełniących swoją posługę duszpasterską w archidiecezji Fort-de-France.

## Biskupi Martyniki (1850-1967)

### Ordynariusze
| L.p. | Lata rządów | Imię i nazwisko                                         |
| ---- | ----------- | ------------------------------------------------------- |
| 1.   | 1850–1858   | bp Étienne-Jean-François Le Herpeur                     |
| 2.   | 1858–1860   | bp Louis-Martin Porchez                                 |
| *    | 1860–1871   | sede vacante                                            |
| 3.   | 1871–1875   | bp Amand-Joseph Fava                                    |
| 4.   | 1876–1897   | bp Julien-François-Pierre Carmené                       |
| 5.   | 1898–1899   | bp Étienne-Joseph-Frédéric Tanoux                       |
| 6.   | 1899–1911   | bp Maurice-Charles-Alfred de Cormont                    |
| 7.   | 1912–1914   | bp Joseph-Félix-François Malleret, C.S.Sp.              |
| 8.   | 1915–1941   | bp Paul Lequien                                         |
| 9.   | 1941–1967   | bp Henri-Marie-François Varin de la Brunelière, C.S.Sp. |

## Arcybiskupi Fort-de-France (od 1967)
| L.p. | Lata rządów | Imię i nazwisko                                          |
| ---- | ----------- | -------------------------------------------------------- |
| 9.   | 1967–1972   | abp Henri-Marie-François Varin de la Brunelière, C.S.Sp. |
| 10.  | 1972–2004   | abp Maurice Marie-Sainte                                 |
| 11.  | 2003–2015   | abp Michel Méranville                                    |
| 12.  | od 2015     | abp David Macaire OP                                     |

### Biskupi pomocniczy
- 1968–1972: bp Maurice Marie-Sainte, biskup tytularny Sicilibba